# Pierre-Claude Nioche
Pierre-Claude Nioche (26 janvier 1751, Azay-le-Ferron - 13 mai 1828, Paris), est un avocat et homme politique français.

## Biographie
Sous l'Ancien régime, Claude-Pierre Nioche est « conseiller lieutenant en la maîtrise particulière des eaux et forêts de Loches ».

### Mandat à la Constituante
En 1789, Claude-Pierre Nioche, alors avocat, est élu représentant du tiers état pour le bailliage de Touraine, le sixième sur huit, aux États généraux. 
Il siège sur les bancs de la gauche de l'Assemblée nationale constituante. Le 4 mai 1791, il vote en faveur du rattachement du Comtat Venaissin à la France. Le 12 mai, il vote en faveur de l'égalité entre les hommes blancs et les hommes libres de couleur dans les colonies. 

### Mandat à la Convention
La monarchie constitutionnelle, mise en application par la constitution du 3 septembre 1791, prend fin à l'issue de la journée du 10 août 1792 : les bataillons de fédérés bretons et marseillais et les insurgés des faubourgs de Paris prennent le palais des Tuileries. Louis XVI est suspendu et incarcéré, avec sa famille, à la tour du Temple. 
En septembre 1792, Claude-Pierre Nioche, alors juge au tribunal de Loches, est élu député du département d'Indre-et-Loire, le premier sur huit, à la Convention nationale.

Il siège sur les bancs de la Montagne. Lors du procès de Louis XVI, il vote la mort, et rejette l'appel au peuple et le sursis à l'exécution de la peine. Il déclare, lors du troisième appel nominal, relatif, à la peine à infliger : 
Je prononce comme juge, et je dis : Louis Capet, convaincu de trahison et de conspiration contre l’État, est punissable de mort suivant la loi. 
Le 13 avril 1793, il vote contre la mise en accusation de Jean-Paul Marat : 
[...] ami imperturbable des règles et des principes conservateurs de la sûreté et de la liberté des citoyens, j'ai vu ces règles et ces principes violés, dans la mesure qui vous a été proposée de passer au décret d'accusation contre Marat, sans l'entendre et sans permettre qu'on examinât les pièces du procès. Je dis que la violation de ces principes serait à peine tolérée dans l'inquisition de Goa. Je déclare donc, en mon âme et conscience, qu'il n'y a pas lieu à accusation, et je prononce, non.
Le 28 mai, il est absent lors du scrutin sur le rétablissement de la Commission des Douze. 
Le 30 avril, Pierre-Claude Nioche est en effet envoyé en mission, aux côtés d'Antoine-Louis Albitte (député de Seine-Inférieure), d'Edmond Dubois-Crancé (député des Ardennes) et d'Antoine-François Gauthier (député de l'Ain), auprès de l'armée des Alpes. 
Accompagné du général Ledoyen, il fit auprès des sections en armes de cette ville de pressantes démarches pour empêcher l'effusion du sang. Mais il fut arrêté, parce qu'il refusait de se prêter aux vues du département, menacé, maltraité et emprisonné jusqu'à ce que le général Kellermann, qui revenait de Paris et se rendait à l'armée des Alpes, eut obtenu sa mise en liberté.
Nioche fut encore chargé de plusieurs missions dans le Midi, où il rétablit l'ordre, et eut à surveiller l'approvisionnement de trois départements ; lors du siège de Toulon, il reçut de la Convention l'ordre de suivre les expériences proposées par le commissaire des poudres Jean Riffault, pour abréger le temps qu'on employait auparavant à la fabrication de la poudre et remédier aux accidents qui se produisaient dans les moulins employés au battage. Les expériences réussirent, le temps du battage fut abrégé des trois quarts, et les produits de la fabrication de la poudre triplèrent. Mais la matière essentielle (la potasse) pour obtenir le salpêtre, était rare. Comme le département d'Indre-et-Loire possède en abondance des terres salpêtreuses, le comité de salut public avait résolu de couper une partie des forêts d'Amboise, Loches et Chinon, et de charger Nioche de la direction de cette besogne. Le représentant sauva les forêts en proposant de faire couper de préférence les bruyères, joncs marins, fougères et genêts, qui couvrent des milliers d'arpents dans cette région. Les chimistes Trusson et Louis-Nicolas Vauquelin furent adjoints au représentant Nioche, et l'opération fut exécutée dans les conditions les plus satisfaisantes.

### Mandat aux Anciens
Sous le Directoire, en vendémiaire an IV (octobre 1795), Claude-Pierre Nioche est réélu député et siège au Conseil des Anciens. Il est tiré au sort pour quitter le Conseil le 1er prairial an V (le 20 mai 1797). 
Nommé, peu après, à un emploi dans les eaux et forêts, il devint, sous le Consulat, régisseur de l'École d'Alfort, et, fut mis à la retraite à la fin du premier Empire. Aux Cent-Jours, afin de lui conserver sa pension de retraite, un de ses fils signa en son nom l'Acte additionnel. Atteint de ce chef par la loi du 12 janvier 1816 sur les régicides, il se réfugia à Bruxelles et vit sa pension suspendue. Il demanda à rentrer en France, en s'appuyant sur ce qu'il n'avait pas signé lui-même l'Acte additionnel ; il avait deux fils et un gendre, et réclamait la restitution de sa pension, pour ne pas être à leur charge. Le gouvernement royal l'autorisa à rentrer en juillet 1819.
Il est le beau-père de Marc-Antoine Jullien de Paris et le grand-père de Pierre Nioche.

## Source
- « Pierre-Claude Nioche », dans Adolphe Robert et Gaston Cougny, Dictionnaire des parlementaires français, Edgar Bourloton, 1889-1891 [détail de l’édition] [texte sur Sycomore]
- Dictionnaire des scientifiques de Touraine, Académie des sciences, arts et belles-lettres de Touraine, 2017